# Napoli Femminile
SSD Napoli Femminile – włoski klub piłki nożnej kobiet, mający siedzibę w mieście Neapol, na południu kraju.

## Historia
Chronologia nazw:
- 2003: A.S.D. Calciosmania Napoli
- 2006: A.S.D. Napoli Calcio Femminile
- 2017: A.S.D. Napoli Femminile
- 2018: S.S.D. Napoli Femminile

Klub piłkarski A.S.D. Calciosmania Napoli został założony w mieście Neapol w 2003 roku. W 2003 startował w Serie C. W sezonie 2004/05 zwyciężył w Serie C Campania i awansował do Serie B. Po sezonie 2005/06 klub połączył się z Venus Neapol, przyjmując obecną nazwę A.S.D. Napoli Calcio Femminile. W sezonie 2007/08 zajął pierwsze miejsce w grupie E i awansował do Serie A2. W 2012 osiągnął pierwszy swój sukces, zdobywając promocję do Serie A oraz grając w finale Pucharu kraju. W sezonie 2013/14 zajął 14.miejsce i spadł do Serie B.

## Sukcesy

### Trofea międzynarodowe
- Liga Mistrzyń UEFA:
  - 2.miejsce w grupie (1): 2002/03

### Trofea krajowe
- Serie A (I poziom):
  - 5.miejsce (1): 2012/13
- Serie B/A2 (II poziom):
  - mistrz (1): 2011/12 (grupa D)
  - wicemistrz (1): 2010/11 (grupa B)
- Puchar Włoch:
  - finalista (1): 2011/12

## Stadion
Klub rozgrywa swoje mecze domowe na stadionie Arturo Collana w Neapolu, który może pomieścić 12000 widzów.